# 쇼나이정 (미야자키현)
쇼나이정(庄内町)은 일본 미야자키현 기타모로카타군에 설치되었던 정이다. 현재의 미야코노조시의 일부에 해당한다.